# Sindrome di Wallenberg
La sindrome di Wallenberg (sindrome midollare laterale o sindrome bulbare laterale)  è una sindrome bulbare espressione di una lesione anatomica dell'area retro-olivare. Tale sindrome va distinta dalla sindrome di Babinski-Nageotte in cui la lesione interessa l'intero emi-bulbo.

## Epidemiologia
La sindrome midollare laterale è la forma più comune di sindrome da ictus ischemico posteriore. Si stima che ci siano circa 600 000 nuovi casi di questa sindrome solo negli Stati Uniti. Quelli a maggior rischio complessivo di sindrome midollare laterale sono uomini con un'età media di 55,06 anni. Avere una storia di ipertensione, diabete e fumo aumenta tutti il rischio di aterosclerosi dell'arteria grande. L'aterosclerosi dell'arteria di grandi dimensioni è ritenuta il maggiore fattore di rischio per la sindrome midollare laterale a causa dei depositi di colesterolo, molecole di grasso, prodotti di scarto cellulare, calcio e fibrina.

## Eziopatogenesi
Sovente la sindrome di Wallenberg è dovuta a infarto bulbare da lesioni vascolari come trombosi od embolia di uno o più rami dell'arteria cerebellare inferiore-posteriore (PICA) ma anche uno dei rami dell'arteria vertebrale o, più raramente, a siringobulbia, aneurismi e malformazioni vascolari.

## Clinica
La sindrome di Wallenberg è una sindrome alterna e perciò si caratterizza per:
- Omolateralmente alla lesione: sindrome di Bernard-Horner, nistagmo rotatorio, talvolta lateropulsione, talora atassia o sindrome cerebellare a predominanza statica, ipoestesia facciale termodolorifica e controlaterale del corpo, paralisi dell'emivelo, dell'emifaringe e dei muscoli laringei
- Controlateralmente alla lesione: ipoestesia corporea termodolorifica.

### Diagnostica
Poiché la sindrome midollare laterale è spesso causata da un ictus, la diagnosi è legata all' esordio. La diagnosi viene generalmente effettuata valutando i sintomi vestibolari al fine di determinare a che livello del midollo si è verificato l'infarto. Viene spesso eseguito l'esame per l'osservazione del nistagmo per la funzione oculomotoria, insieme alla tomografia computerizzata (CT) o alla risonanza magnetica (MRI) per facilitare il rilevamento dell'ictus. La valutazione standard dell'ictus deve essere eseguita per escludere una commozione cerebrale o altri traumi cranici.

## Trattamento
Il trattamento per la sindrome midollare laterale dipende da quanto velocemente viene identificato. Il trattamento per la sindrome midollare laterale prevede la concentrazione sul sollievo dei sintomi e la riabilitazione attiva per aiutare i pazienti a tornare alle loro attività quotidiane. Molti pazienti sono sottoposti a logopedia. L'umore depresso e il ritiro dalla società possono essere osservati nei pazienti a seguito dell'assalto iniziale dei sintomi.
Nei casi più gravi, potrebbe essere necessario inserire un tubo di alimentazione attraverso la bocca o potrebbe essere necessaria una gastrostomia se la deglutizione è compromessa. In alcuni casi, i farmaci possono essere utilizzati per ridurre o eliminare il dolore residuo. Alcuni studi hanno riportato il successo nella mitigazione del dolore neuropatico cronico associato alla sindrome con antiepilettici come il gabapentin. Il trattamento a lungo termine prevede generalmente l'uso di antiaggreganti piastrinici come aspirina o clopidogrel e regime di statine per il resto della vita al fine di ridurre al minimo il rischio di un altro ictus. Il Warfarin è usato in presenza di fibrillazione atriale. Possono essere necessari altri farmaci per sopprimere la pressione alta e i fattori di rischio associati agli ictus. Un fluidificante del sangue può essere prescritto a un paziente al fine di interrompere l'infarto e ristabilire il flusso sanguigno e cercare di prevenire futuri infarti.
Uno dei sintomi più insoliti e difficili da trattare che si verificano a causa della sindrome di Wallenberg sono interminabili, violenti singhiozzi. Il singhiozzo può essere così grave che i pazienti spesso lottano per mangiare, dormire e continuare le conversazioni. A seconda della gravità del blocco causato dall'ictus, il singhiozzo può durare per settimane. Purtroppo ci sono pochissimi farmaci di successo disponibili per mediare l'inconveniente del singhiozzo costante.
Per i sintomi della disfagia, è stato dimostrato che la stimolazione magnetica transcranica ripetitiva aiuta nella riabilitazione. Nel complesso, la valutazione e gli esiti dell'ictus tradizionale sono usati per trattare i pazienti, poiché la sindrome midollare laterale è spesso causata da un ictus nel midollo laterale.